# Nathan Van Hooydonck
Nathan Van Hooydonck (Gooreind, 12 oktober 1995) is een Belgisch voormalig wielrenner. Zijn vader Gino en oom Edwig waren ook wielrenner.

## Biografie

### Professionele wielercarrière
Nathan Van Hooydonck is een telg uit een wielerfamilie. Hij is de zoon van Gino Van Hooydonck, die op zijn beurt jarenlang ploeggenoot was van zijn broer, Nathans oom Edwig Van Hooydonck die tweemaal de Ronde van Vlaanderen won. Van Hooydonck was een gerespecteerde renner omwille van het knechtenwerk dat hij verrichtte voor kopmannen als Wout van Aert, Jonas Vingegaard en Primož Roglič bij de Nederlandse formatie Team Jumbo Visma, waar hij sinds 2021 onder contract stond. Hij gold bij de jeugd als een talent.

#### BMC Racing Team (2015–2018)
Nathan Van Hooydonck reed in de beginjaren van zijn professionele wielercarrière voor CCC Team en haar voorganger BMC Racing Team dat hem eind mei 2017 overnam van hun opleidingsploeg. Een maand later kreeg hij meer bekendheid bij het Belgische publiek door een sterk gereden Belgisch kampioenschap, waarop hij danig met zijn krachten strooide en op een vijfde plaats eindigde. Eind mei 2017 tekende Van Hooydonck zijn eerste profcontract bij BMC Racing Team en reed bij dat team voornamelijk in dienst van Greg Van Avermaet tijdens het klassieke voorjaar. Zijn debuut maakte hij in de Ronde van Luxemburg, waarin hij twaalfde werd in de proloog.

#### CCC Team (2019–2020)
Nadat BMC Racing Team stopte eind 2018, volgde hij Van Avermaet en maakte hij zodoende de overstap naar CCC Team. Na twee seizoenen voor die ploeg, gebouwd rond Van Avermaet, te hebben gereden, hield CCC ermee op.

#### Team Jumbo-Visma (2021–2023)

##### 2021

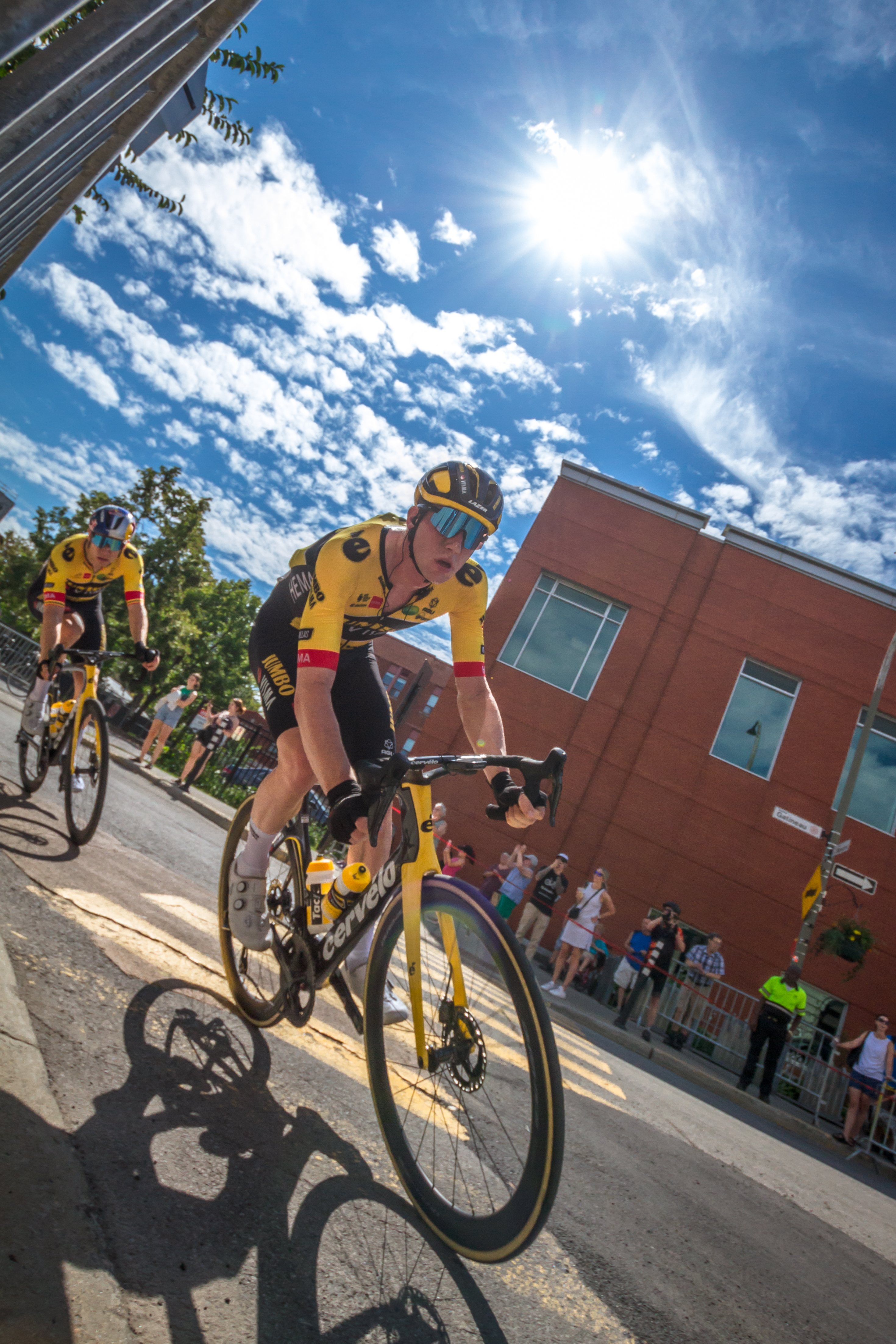
Van Hooydonck met Wout van Aert tijdens de Grote Prijs van Montréal in 2022

In augustus 2020 kondigde Team Jumbo-Visma aan dat het Van Hooydonck had aangetrokken. Van Hooydonck zou worden uitgespeeld in het klassieke voorjaar, in dienst van Wout van Aert. Van Hooydonck ontpopte zich tot meesterknecht. De ploeg nam hem daarom ook mee naar de Grote Rondes om op het vlakke de kopmannen bij te staan.
Nathan Van Hooydonck kon urenlang op kop rijden en de kopmannen positioneren. De taak van de Antwerpenaar was de kopmannen beschermen, uit de wind zetten alsmede vooraan in het peloton houden in de finale van de koers. In maart 2021 lukte dat wonderwel in Gent-Wevelgem, waar hij een finale kleurde die door waaiers gesierd werd, samen met Van Aert. Die laatste won uiteindelijk in Wevelgem de sprint van zeven renners, voor Italianen Giacomo Nizzolo en Matteo Trentin.

##### 2022

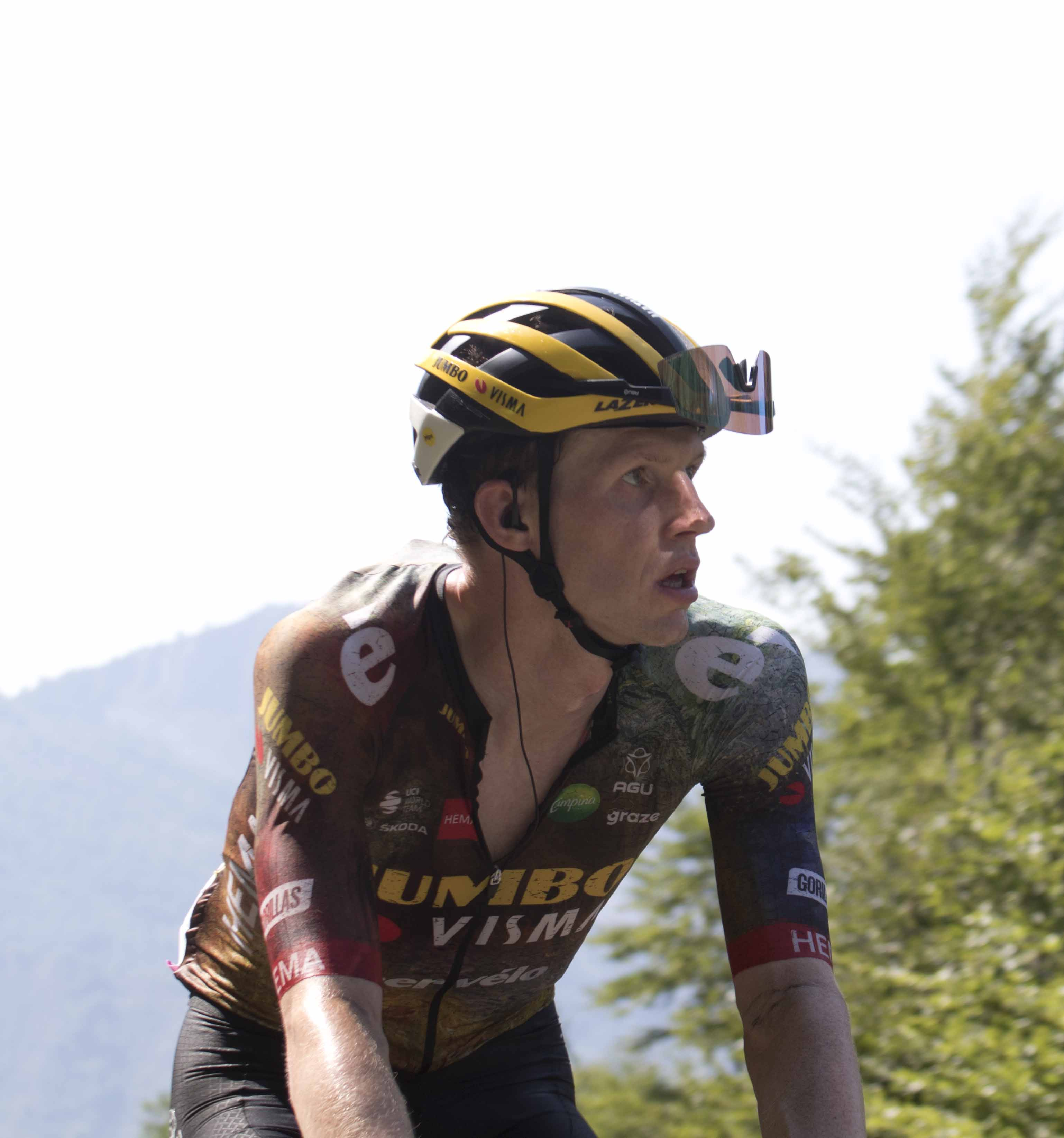
Van Hooydonck tijdens de Ronde van Frankrijk 2022

In de zomer van 2022 maakte Van Hooydonck deel uit van de ploeg van Jumbo-Visma die voor het eerst in het bestaan van de ploeg de Ronde van Frankrijk won, met de Deen Jonas Vingegaard. Bovendien won vriend en landgenoot Wout van Aert de groene puntentrui. Van Hooydonck, die in die drie weken tonnen werk verzette voor de kopman(nen), moest opgeven één dag voor Parijs omwille van familiale omstandigheden.
Dat jaar kende Van Hooydonck veel tegenslag op het familiale vlak, maar desondanks kon hij sportief toch van goudwaarde zijn voor zijn ploeg. In januari 2022 verloren Van Hooydonck en zijn echtgenote namelijk hun pasgeboren zoontje.

##### 2023
In wat uiteindelijk zijn laatste seizoen als profwielrenner werd, fietste Van Hooydonck zijn meest opvallende uitslagen bij elkaar in het voorjaar. Hij werd tweede in Kuurne-Brussel-Kuurne, voor Matej Mohorič, Taco van der Hoorn en Tim Wellens en achter winnaar en Jumbo-ploegmaat Tiesj Benoot voor wie hij ultiem een opening liet vallen toen hij aanviel in de slotkilometer.
Van Hooydonck speelde in de volgende klassiekers ook een essentiële rol binnen zijn ploeg Jumbo-Visma. In de Ronde van Vlaanderen trachtte hij Van Aert, die op Oude Kruisens werd achtergelaten door Mathieu van der Poel en Tadej Pogačar, op de brede weg naar en afzink van de Hoogberg-Hotond (Nieuwe Kwaremont) terug voorin te brengen voor de laatste beklimming van de Oude Kwaremont. En alhoewel Van Aert bovenop de Hotondberg een ruime achterstand had, reduceerde Van Hooydonck de kloof een beetje. Doch Van Aert geraakte nooit meer vooraan en werd vierde. Van Hooydonck werd elfde.
In Parijs-Roubaix reed Van Hooydonck een sterke koers, maar was niet mee in het Bos van Wallers toen Alpecin-Deceuninck een bommetje gooide. Toen Christophe Laporte lek reed, even na het verlaten van het Bos, kwam Jumbo in de verdrukking te zitten met enkel nog kopman Van Aert in de kop van de koers en Van Hooydonck in de groep daarachter. Alpecin, met Van der Poel, Gianni Vermeersch en Jasper Philipsen, bepaalde en domineerde de koers. Van der Poel won na een lekke band voor Van Aert op het Carrefour de l'Arbre. Van Aert werd derde, Van Hooydonck eindigde als veertiende.
De zomer van 2023 werd een succes voor Van Hooydonck en zijn ploeg Jumbo-Visma. De ploeg won de Ronde van Frankrijk met de Deense kopman Jonas Vingegaard nadat de Ronde van Italië reeds gewonnen werd met de Sloveense kopman Primož Roglič. Ondanks een zware val, veroorzaakt door een met de gsm filmende toeschouwer tijdens de etappe met aankomst Saint-Gervais Mont-Blanc, met Van Hooydonck en Amerikaan Sepp Kuss als belangrijkste slachtoffers namens Jumbo. Van Hooydonck kon verder en haalde Parijs als 93e.

### Verkeersongeval na hartproblemen
Op 12 september 2023 kreeg Van Hooydonck – twee dagen thuis na de Ronde van Groot-Brittannië waar hij Wout van Aert nog met ultiem kopwerk aan de eindzege hielp – acute hartproblemen in het verkeer waarbij hij en zijn echtgenote betrokken raakten bij een zwaar ongeval. De onwel geworden Van Hooydonck reed met zijn wagen vijf geparkeerde wagens aan. Zijn echtgenote was ongedeerd, maar hijzelf verkeerde urenlang in comateuze toestand. Diezelfde dag ontwaakte hij uit coma en droeg ploegmaat Jonas Vingegaard zijn etappezege in de Ronde van Spanje op aan Van Hooydonck. Een week later werd bekend dat Van Hooydonck op 27-jarige leeftijd noodgedwongen een punt moest zetten achter zijn wielercarrière. Onderzoek wees uit dat het te riskant werd om zijn profcarrière te vervolgen. Hij kreeg diezelfde maand een defibrillator ingeplant voor zijn hartafwijking.

## Persoonlijk leven
Van Hooydonck is gehuwd. Op 22 september 2023 werd hij, anderhalve week na zijn ernstig verkeersongeval, vader van een zoon Alessio.

## Overwinningen
2011
 Belgisch kampioen tijdrijden, Nieuwelingen
2013
Eindklassement Keizer der Juniores
2015
Jongerenklassement Olympia's Tour
 Belgisch kampioen op de weg, Beloften
2016
Proloog Ronde van Berlijn
4e etappe Ronde de l'Oise
Jongerenklassement Ronde de l'Oise
2019
3e etappe Hammer Stavanger
2023
3e etappe Parijs-Nice (ploegentijdrit)

## Resultaten in voornaamste wedstrijden
| Jaar | Ronde van Italië | Ronde van Frankrijk | Ronde van Spanje |
| ---- | ---------------- | ------------------- | ---------------- |
| 2017 |                  |                     |                  |
| 2018 |                  |                     |                  |
| 2019 |                  |                     | 114e             |
| 2020 |                  |                     |                  |
| 2021 |                  |                     | 82e              |
| 2022 |                  | opgave              |                  |
| 2023 |                  | 93e                 |                  |

| Jaar | Milaan-San Remo | Gent-Wevelgem | Ronde van Vlaanderen | Parijs-Roubaix | Amstel Gold Race | Omloop Het Nieuwsblad | Clásica San Sebastián | Strade Bianche |  | WK op de weg |  | Wereldranglijsten |
| ---- | --------------- | ------------- | -------------------- | -------------- | ---------------- | --------------------- | --------------------- | -------------- |  | ------------ |  | ----------------- |
| 2017 |                 |               |                      |                |                  |                       |                       |                |  |              |  |                   |
| 2018 |                 |               |                      | opgave         |                  | 66e                   |                       |                |  |              |  | 258e (UWT)        |
| 2019 | opgave          |               | 61e                  | 47e            |                  | opgave                |                       | 33e            |  |              |  | 942e (UWR)        |
| 2020 |                 | 53e           | 49e                  |                |                  | 26e                   |                       | opgave         |  |              |  | 622e (UWR)        |
| 2021 |                 | 7e            | 62e                  | 22e            |                  | 46e                   | 97e                   | 76e            |  |              |  |                   |
| 2022 | 58e             | 62e           | 42e                  | 37e            | 38e              | 68e                   |                       |                |  | 43e          |  |                   |
| 2023 | 118e            | 16e           | 11e                  | 14e            |                  | 30e                   | 25e                   |                |  | opgave       |  |                   |

### Resultaten in kleinere rondes
| Jaar | UAE Tour | Parijs-Nice | Tirreno-Adriatico | Ronde van Californië | Critérium du Dauphiné | Ronde van Zwitserland | Benelux Tour | Ronde van Guangxi |
| ---- | -------- | ----------- | ----------------- | -------------------- | --------------------- | --------------------- | ------------ | ----------------- |
| 2017 |          |             |                   |                      |                       |                       | 102e         |                   |
| 2018 | 4e       |             |                   | 106e                 |                       |                       | 59e          | 17e               |
| 2019 |          |             | 67e               |                      |                       |                       |              |                   |
| 2020 |          |             | 85e               |                      |                       |                       | 60e          |                   |
| 2021 |          |             | 93e               |                      |                       | 80e                   |              |                   |
| 2022 |          | opgave      |                   |                      |                       |                       |              |                   |
| 2023 |          | 52e         |                   |                      | 67e                   |                       |              |                   |

## Onderscheidingen
- Kristallen zweetdruppel: 2023[21]

## Ploegen
- 2014 –  Bissell Development Team (vanaf 1 juni)
- 2017 –  BMC Racing Team (vanaf 31 mei)
- 2018 –  BMC Racing Team
- 2019 –  CCC Team
- 2020 –  CCC Team
- 2021 –  Team Jumbo-Visma
- 2022 –  Team Jumbo-Visma
- 2023 –  Jumbo-Visma (t/m 20 september)

Bohli · Bookwalter · Caruso · De Marchi · Dennis · Dillier · Drucker · Elmiger · Frankiny · Gerts · Hermans · Küng · Moinard · Oss · Porte · Quinziato · Roche · Rosskopf · Sánchez · Schär · Scotson · Senni · Teuns · Van Avermaet  · van Garderen · Van Hooydonck · Ventoso · Vliegen · Wyss · Müller (stagiair) · Welten (stagiair)
Bettiol · Bevin · Bohli · Bookwalter · Caruso · De Marchi · Dennis   · Drucker · Frankiny · Gerrans · Küng · Porte · Roche · Roelandts · Rosskopf · Schär · Scotson · Teuns · Van Avermaet  · van Garderen · Van Hooydonck · Ventoso · Vliegen · Wyss
Antunes · Barta · Bernas · Bevin · Černý · ten Dam · De Marchi · Geschke · Gradek · Koch · Mareczko · Owsian · de la Parte · Pauwels · Rosskopf · Sajnok · Schär · Van Avermaet  · Van Hoecke · Van Hooydonck · Van Keirsbulck · Ventoso · Wiśniowski · Zoidl
Barta · Bevin · Černý · De la Parte · De Marchi · Geschke · Gradek · Hirt · Koch · Kotsjetkov · Mareczko · Masnada · Małecki · Paluta · Pauwels · Rosskopf · Sajnok · Schär · Trentin · Valter · Van Avermaet  · Van Hoecke · Van Hooydonck · Van Keirsbulck · Ventoso · Wiśniowski · Zakarin · Zimmermann
Van Aert · Affini · Bennett · Bouwman · Dekker · van Dijke (vanaf 5 september) · Dumoulin · Eenkhoorn · Van Emden · Foss · Gesink · Groenewegen · Harper · Hofstede · Van Hooydonck · Kooij (vanaf 18 februari) · Kruijswijk · Kuss · Leemreize · Martens (t/m 30 mei) · Martin · Oomen · Pfingsten · Roglič   · Roosen · Teunissen · Tolhoek · Vingegaard · Wynants (t/m 4 april)
Affini · Benoot · Bouwman · Dekker · Dennis · Dumoulin (tot 15/8) · Eenkhoorn · Foss   · Gesink · Harper · Hessmann · Hofstede · Kooij · Kruijswijk · Kuss · Laporte · Leemreize · Oomen · Roglič   · Roosen · Teunissen · Vader · Van Aert · Van der Sande · M. van Dijke · T. van Dijke · Van Emden · Van Hooydonck · Vingegaard · Gloag (stagiair)
Affini · Benoot · Bouwman · Dennis · Foss   · Gesink · Gloag · Hessmann · Hofstede · Kelderman · Kooij · Kruijswijk · Kuss · Laporte  · Leemreize · Oomen · Roglič   · Roosen · Tratnik · Vader · Valter · Van Aert · van Baarle · Van der Sande · M. van Dijke · T. van Dijke · Van Emden · Van Hooydonck · Vingegaard